# Badminton op de Olympische Zomerspelen 2020 – Mannen enkelspel
Het mannen enkelspel in het badminton op de Olympische Zomerspelen 2020 in Tokio vond plaats van 24 juli tot en met 2 augustus 2021. Viktor Axelsen won de gouden medaille door in de finale regerend olympisch kampioen Chen Long te verslaan.

## Plaatsingslijst
| Nr. | Speler                   | Prestatie      | Uitgeschakeld door       | Nr. | Speler                | Prestatie      | Uitgeschakeld door       |
| --- | ------------------------ | -------------- | ------------------------ | --- | --------------------- | -------------- | ------------------------ |
| 1.  | Kento Momota             | Groepsfase     |                          | 8.  | Ng Ka Long            | Groepsfase     |                          |
| 2.  | Chou Tien-chen           | Kwartfinale    | Chen Long                | 9.  | Lee Zii Jia           | Achtste finale | Chen Long                |
| 3.  | Anders Antonsen          | Kwartfinale    | Anthony Sinisuka Ginting | 10. | Wang Tzu-wei          | Achtste finale | Viktor Axelsen           |
| 4.  | Viktor Axelsen           | Winnaar        |                          | 11. | Shi Yuqi              | Kwartfinale    | Viktor Axelsen           |
| 5.  | Anthony Sinisuka Ginting | Brons          | Chen Long                | 12. | Kanta Tsuneyama       | Achtste finale | Anthony Sinisuka Ginting |
| 6.  | Chen Long                | Zilver         | Viktor Axelsen           | 13. | B. Sai Praneeth       | Groepsfase     |                          |
| 7.  | Jonatan Christie         | Achtste finale | Shi Yuqi                 | 14. | Kantaphon Wangcharoen | Groepsfase     |                          |

### Groep A
| Speler        | Gsp | W | V | SW | SV | Ptn |
| ------------- | --- | - | - | -- | -- | --- |
| Heo Kwang-hee | 2   | 2 | 0 | 4  | 0  | 2   |
| Kento Momota  | 2   | 1 | 1 | 2  | 2  | 1   |
| Timothy Lam   | 2   | 0 | 2 | 0  | 4  | 0   |

| Speler 1      | Uitslag      | Speler 2      |
| ------------- | ------------ | ------------- |
| Kento Momota  | 21-12, 21-9  | Timothy Lam   |
| Heo Kwang-hee | 21-10, 21-15 | Timothy Lam   |
| Kento Momota  | 15-21, 19-21 | Heo Kwang-hee |

### Groep C
| Speler       | Gsp | W | V | SW | SV | Ptn |
| ------------ | --- | - | - | -- | -- | --- |
| Kevin Cordón | 2   | 2 | 0 | 4  | 0  | 2   |
| Ng Ka Long   | 2   | 1 | 1 | 2  | 2  | 1   |
| Lino Muñoz   | 2   | 0 | 2 | 0  | 4  | 0   |

| Speler 1     | Uitslag      | Speler 2     |
| ------------ | ------------ | ------------ |
| Ng Ka Long   | 21-9, 21-10  | Lino Muñoz   |
| Kevin Cordón | 21-14, 21-12 | Lino Muñoz   |
| Ng Ka Long   | 20-22, 13-21 | Kevin Cordón |

### Groep D
| Speler          | Gsp | W | V | SW | SV | Ptn |
| --------------- | --- | - | - | -- | -- | --- |
| Mark Caljouw    | 2   | 2 | 0 | 4  | 1  | 2   |
| Misha Zilberman | 2   | 1 | 1 | 3  | 2  | 1   |
| B. Sai Praneeth | 2   | 0 | 2 | 0  | 4  | 0   |

| Speler 1        | Uitslag            | Speler 2        |
| --------------- | ------------------ | --------------- |
| B. Sai Praneeth | 17-21, 15-21       | Misha Zilberman |
| Mark Caljouw    | 17-21, 21-9, 21-10 | Misha Zilberman |
| B. Sai Praneeth | 14-21, 14-21       | Mark Caljouw    |

### Groep E
| Speler         | Gsp | W | V | SW | SV | Ptn |
| -------------- | --- | - | - | -- | -- | --- |
| Viktor Axelsen | 2   | 2 | 0 | 4  | 0  | 2   |
| Kalle Koljonen | 2   | 1 | 1 | 2  | 2  | 1   |
| Luka Wraber    | 2   | 0 | 2 | 0  | 4  | 0   |

| Speler 1       | Uitslag      | Speler 2       |
| -------------- | ------------ | -------------- |
| Viktor Axelsen | 21-12, 21-11 | Luka Wraber    |
| Kalle Koljonen | 21-13, 21-17 | Luka Wraber    |
| Viktor Axelsen | 21-9, 21-13  | Kalle Koljonen |

### Groep F
| Speler             | Gsp | W | V | SW | SV | Ptn |
| ------------------ | --- | - | - | -- | -- | --- |
| Wang Tzu-wei       | 2   | 2 | 0 | 4  | 1  | 2   |
| Nhat Nguyen        | 2   | 1 | 1 | 3  | 2  | 1   |
| Niluka Karunaratne | 2   | 0 | 2 | 0  | 4  | 0   |

| Speler 1     | Uitslag             | Speler 2           |
| ------------ | ------------------- | ------------------ |
| Wang Tzu-wei | 21-12, 21-15        | Niluka Karunaratne |
| Nhat Nguyen  | 21-16, 21-14        | Niluka Karunaratne |
| Wang Tzu-wei | 21-12, 18-21, 21-12 | Nhat Nguyen        |

### Groep G
| Speler           | Gsp | W | V | SW | SV | Ptn |
| ---------------- | --- | - | - | -- | -- | --- |
| Jonatan Christie | 2   | 2 | 0 | 4  | 1  | 2   |
| Loh Kean Yew     | 2   | 1 | 1 | 3  | 2  | 1   |
| Aram Mahmoud     | 2   | 0 | 2 | 0  | 4  | 0   |

| Speler 1         | Uitslag             | Speler 2     |
| ---------------- | ------------------- | ------------ |
| Jonatan Christie | 21-8, 21-14         | Aram Mahmoud |
| Loh Kean Yew     | 21-15, 21-12        | Aram Mahmoud |
| Jonatan Christie | 22-20, 13-21, 21-18 | Loh Kean Yew |

### Groep H
| Speler        | Gsp | W | V | SW | SV | Ptn |
| ------------- | --- | - | - | -- | -- | --- |
| Shi Yuqi      | 1   | 1 | 0 | 2  | 0  | 1   |
| Matthew Abela | 1   | 0 | 1 | 0  | 2  | 0   |
| Sören Opti    | 0   | 0 | 0 | 0  | 0  | 0   |

| Speler 1   | Uitslag       | Speler 2      |
| ---------- | ------------- | ------------- |
| Shi Yuqi   | 21-8, 21-9    | Matthew Abela |
| Sören Opti | Niet gespeeld | Matthew Abela |
| Shi Yuqi   | Niet gespeeld | Sören Opti    |

### Groep I
| Speler                  | Gsp | W | V | SW | SV | Ptn |
| ----------------------- | --- | - | - | -- | -- | --- |
| Kanta Tsuneyama         | 2   | 2 | 0 | 4  | 0  | 2   |
| Ygor Coelho de Oliveira | 2   | 1 | 1 | 2  | 2  | 1   |
| Georges Paul            | 2   | 0 | 2 | 0  | 4  | 0   |

| Speler 1                | Uitslag     | Speler 2                |
| ----------------------- | ----------- | ----------------------- |
| Kanta Tsuneyama         | 21-8, 21-6  | Georges Paul            |
| Ygor Coelho de Oliveira | 21-5, 21-16 | Georges Paul            |
| Kanta Tsuneyama         | 21-14, 21-8 | Ygor Coelho de Oliveira |

### Groep J
| Speler                   | Gsp | W | V | SW | SV | Ptn |
| ------------------------ | --- | - | - | -- | -- | --- |
| Anthony Sinisuka Ginting | 2   | 2 | 0 | 4  | 0  | 2   |
| Sergey Sirant            | 2   | 1 | 1 | 2  | 2  | 1   |
| Gergely Krausz           | 2   | 0 | 2 | 0  | 4  | 0   |

| Speler 1                 | Uitslag      | Speler 2       |
| ------------------------ | ------------ | -------------- |
| Anthony Sinisuka Ginting | 21-13, 21-8  | Gergely Krausz |
| Sergey Sirant            | 21-18, 21-18 | Gergely Krausz |
| Anthony Sinisuka Ginting | 21-12, 21-10 | Sergey Sirant  |

### Groep K
| Speler                | Gsp | W | V | SW | SV | Ptn |
| --------------------- | --- | - | - | -- | -- | --- |
| Toby Penty            | 2   | 2 | 0 | 4  | 0  | 2   |
| Kantaphon Wangcharoen | 2   | 1 | 1 | 4  | 0  | 1   |
| Kai Schäfer           | 2   | 0 | 2 | 0  | 4  | 0   |

| Speler 1              | Uitslag      | Speler 2    |
| --------------------- | ------------ | ----------- |
| Kantaphon Wangcharoen | 21-13, 21-15 | Kai Schäfer |
| Toby Penty            | 21-18, 21-11 | Kai Schäfer |
| Kantaphon Wangcharoen | 19-21, 21-21 | Toby Penty  |

### Groep L
| Speler             | Gsp | W | V | SW | SV | Ptn |
| ------------------ | --- | - | - | -- | -- | --- |
| Anders Antonsen    | 2   | 2 | 0 | 4  | 0  | 2   |
| Ade Resky Dwicahyo | 2   | 1 | 1 | 2  | 2  | 1   |
| Nguyễn Tiến Minh   | 2   | 0 | 2 | 0  | 4  | 0   |

| Speler 1           | Uitslag      | Speler 2           |
| ------------------ | ------------ | ------------------ |
| Anders Antonsen    | 21-13, 21-13 | Nguyễn Tiến Minh   |
| Ade Resky Dwicahyo | 21-14, 21-18 | Nguyễn Tiến Minh   |
| Anders Antonsen    | 21-16, 21-15 | Ade Resky Dwicahyo |

### Groep M
| Speler          | Gsp | W | V | SW | SV | Ptn |
| --------------- | --- | - | - | -- | -- | --- |
| Lee Zii Jia     | 2   | 2 | 0 | 4  | 0  | 2   |
| Brice Leverdez  | 2   | 1 | 1 | 2  | 2  | 1   |
| Artem Pochtarov | 2   | 0 | 2 | 0  | 4  | 0   |

| Speler 1       | Uitslag     | Speler 2        |
| -------------- | ----------- | --------------- |
| Lee Zii Jia    | 21-5, 21-11 | Artem Pochtarov |
| Brice Leverdez | 21-10, 21-8 | Artem Pochtarov |
| Lee Zii Jia    | 21-17, 21-5 | Brice Leverdez  |

### Groep N
| Speler      | Gsp | W | V | SW | SV | Ptn |
| ----------- | --- | - | - | -- | -- | --- |
| Chen Long   | 2   | 2 | 0 | 4  | 0  | 2   |
| Pablo Abián | 2   | 1 | 1 | 2  | 2  | 1   |
| Raul Must   | 2   | 0 | 2 | 0  | 4  | 0   |

| Speler 1    | Uitslag      | Speler 2    |
| ----------- | ------------ | ----------- |
| Chen Long   | 21-10, 21-9  | Raul Must   |
| Pablo Abián | 21-7, 21-11  | Raul Must   |
| Chen Long   | 21-11, 21-10 | Pablo Abián |

### Groep P
| Speler          | Gsp | W | V | SW | SV | Ptn |
| --------------- | --- | - | - | -- | -- | --- |
| Chou Tien-chen  | 2   | 2 | 0 | 4  | 1  | 2   |
| Felix Burestedt | 2   | 1 | 1 | 2  | 2  | 1   |
| Brian Yang      | 2   | 0 | 2 | 1  | 4  | 0   |

| Speler 1       | Uitslag             | Speler 2        |
| -------------- | ------------------- | --------------- |
| Chou Tien-chen | 21-12, 21-11        | Felix Burestedt |
| Brian Yang     | 12-21, 17-21        | Felix Burestedt |
| Chou Tien-chen | 21-18, 16-21, 22-20 | Brian Yang      |

## Knock-outfase
| Achtste finale | Achtste finale           | Achtste finale | Achtste finale | Achtste finale |  |  | Kwartfinale | Kwartfinale              | Kwartfinale | Kwartfinale | Kwartfinale |  |  | Halve finale | Halve finale             | Halve finale | Halve finale | Halve finale |  |              | Finale       | Finale                   | Finale       | Finale       | Finale |
|                |                          |                |                |                |  |  |             |                          |             |             |             |  |  |              |                          |              |              |              |  |              |              |                          |              |              |        |
|                |                          |                |                |                |  |  |             |                          |             |             |             |  |  |              |                          |              |              |              |  |              |              |                          |              |              |        |
|                |                          |                |                |                |  |  |             | Heo Kwang-hee            | 13          | 18          |             |  |  |              |                          |              |              |              |  |              |              |                          |              |              |        |
|                | Kevin Cordón             | 21             | 3              | 21             |  |  |             | Kevin Cordón             | 21          | 21          |             |  |  |              |                          |              |              |              |  |              |              |                          |              |              |        |
|                | Mark Caljouw             | 17             | 21             | 19             |  |  |             |                          |             |             |             |  |  |              | Kevin Cordón             | 18           | 11           |              |  |              |              |                          |              |              |        |
| 4              | Viktor Axelsen           | 21             | 21             |                |  |  |             |                          |             |             |             |  |  | 4            | Viktor Axelsen           | 21           | 21           |              |  |              |              |                          |              |              |        |
| 10             | Wang Tzu-wei             | 16             | 14             |                |  |  | 4           | Viktor Axelsen           | 21          | 21          |             |  |  |              |                          |              |              |              |  |              |              |                          |              |              |        |
| 7              | Jonatan Christie         | 11             | 9              |                |  |  | 11          | Shi Yuqi                 | 13          | 13          |             |  |  |              |                          |              |              |              |  |              |              |                          |              |              |        |
| 11             | Shi Yuqi                 | 21             | 21             |                |  |  |             |                          |             |             |             |  |  |              |                          |              |              |              |  |              | 4            | Viktor Axelsen           | 21           | 21           |        |
| 12             | Kanta Tsuneyama          | 18             | 14             |                |  |  |             |                          |             |             |             |  |  |              |                          |              |              |              |  |              | 6            | Chen Long                | 15           | 12           |        |
| 5              | Anthony Sinisuka Ginting | 21             | 21             |                |  |  | 5           | Anthony Sinisuka Ginting | 21          | 15          | 21          |  |  |              |                          |              |              |              |  |              |              |                          |              |              |        |
|                | Toby Penty               | 10             | 15             |                |  |  | 3           | Anders Antonsen          | 18          | 21          | 18          |  |  |              |                          |              |              |              |  |              |              |                          |              |              |        |
| 3              | Anders Antonsen          | 21             | 21             |                |  |  |             |                          |             |             |             |  |  | 5            | Anthony Sinisuka Ginting | 16           | 11           |              |  |              |              |                          |              |              |        |
| 9              | Lee Zii Jia              | 21             | 19             | 5              |  |  |             |                          |             |             |             |  |  | 6            | Chen Long                | 21           | 21           |              |  |              |              |                          |              |              |        |
| 6              | Chen Long                | 8              | 21             | 21             |  |  | 6           | Chen Long                | 21          | 9           | 21          |  |  |              |                          |              |              |              |  | Troostfinale | Troostfinale | Troostfinale             | Troostfinale | Troostfinale |        |
|                |                          |                |                |                |  |  | 2           | Chou Tien-chen           | 14          | 21          | 14          |  |  |              |                          |              |              |              |  |              |              | Kevin Cordón             | 11           | 13           |        |
|                |                          |                |                |                |  |  |             |                          |             |             |             |  |  |              |                          |              |              |              |  |              | 5            | Anthony Sinisuka Ginting | 21           | 21           |        |